# 총수요
총수요(aggregate demand, AD)는 거시경제학에서 한 경제 내에서 주어진 기간과 가격 수준하에 최종 재화와 서비스에 대한 수요의 총합이다. 또한, 총수요는 모든 가능한 가격 수준에서 구매가 이루어지는 경제 내에서  재화와 서비스의 총량이다. 총수요는 재고 수준이 정적인 한 나라의 국내총생산에 대한 수요이다. 이것은 종종 유효수요라고 불리지만, 이외의 경우에 이 용어와 구별된다.
보통, 가격 수준이 낮을수록 많은 수량이 요구되므로 총수요 곡선이 아래로 향한다고 여겨진다. 거시경제학에서는 이것이 옳다고 여겨지지만 총체적인 수준에서는 그렇지 않다. 사실, 총수요 곡선은 피구의 부 효과, 케인즈의 이자율 효과, 먼델-플레밍 교환율 효과의 세 가지 효과 때문에 아래쪽으로 향한다.

## 같이 보기
- 총공급
- 집계의 문제
- 유효수요
- 국내총생산